# Lago de las Dos Montañas
El lago de las Dos Montañas (del francés: lac des Deux Montagnes) es un lago de aproximadamente 150 km²,  localizado en el suroeste de Quebec (Canadá), al noroeste de la isla de Montreal y de la isla Jesús (Laval), en el área del delta fluvial de la confluencia del río Ottawa en el río San Lorenzo. 
El lago de las Dos Montañas tiene cuatro salidas que acaban todas en el río San Lorenzo: 
dos brazos del río Ottawa —a ambos lados de la isla Perrot y que desembocan en el San Lorenzo en el tramo del lago Saint-Louis— 
y la rivière des Mille Îles 
y la rivière des Prairies —que bordean la isla Jesús—. 
El lago corresponde aproximadamente con la superficie de agua localizada entre la presa de Carillon, en el río Ottawa, y la de Grand Moulin, en el rivière des Mille Îles.
La ciudad de Deux-Montagnes (17.552 hab. en 2011) se encuentra en la orilla norte del lago, donde desemboca el río des Mille Îles. La parte suroeste de la ciudad de Montreal bordea ya la parte oriental del lago, al igual que el pueblo ahora anexionado de Senneville.

## Origen del nombre
Samuel de Champlain, en 1612, bautizó el lago como lac des Médicis, luego rebautizado como lac des Soissons  alrededor de 1632 y finalmente con su nombre actual en torno a 1684. El nombre hace referencia a los dos altos picos del monte Oka, cerca de Oka,  que dan al lago en su orilla norte, las colinas Mountain  y Saint-Joseph-du-Lac.